# Самансур
Самансур (кирг. Самансур) — село в Кеминском районе Чуйской области Кыргызстана. Входит в состав Чым-Коргонского аильного округа. Код СОАТЕ — 41708 213 839 03 0.

## Население
| год     | 2009 | 2014 | 2015 |
| ------- | ---- | ---- | ---- |
| человек | 711  | 792  | 796  |